# Которь
Ко́торь — село в Думиничском районе Калужской области России. Расположен на реке Которянка.

## История

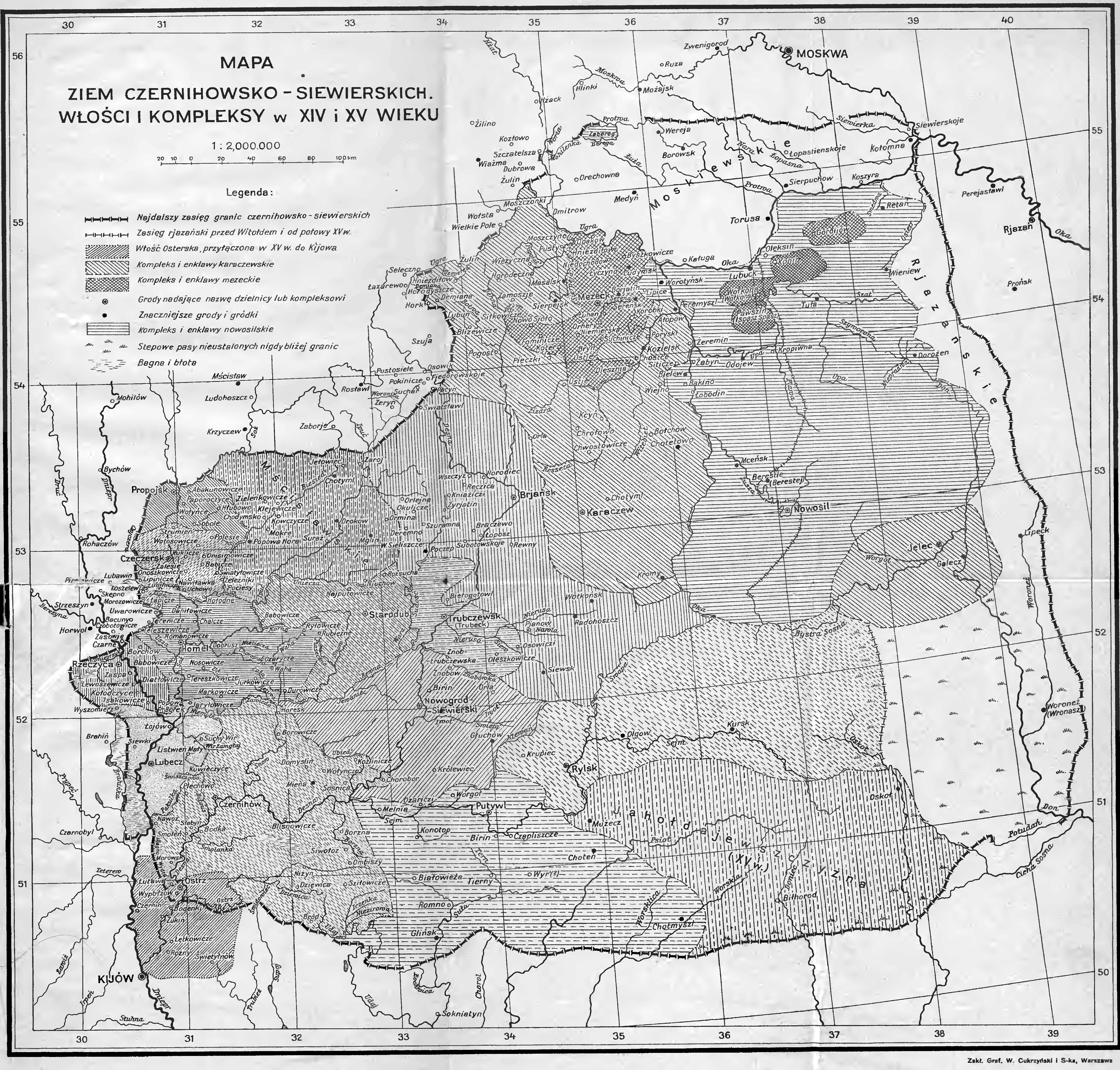
Село Которь на карте Черниговско-Северских земель сер. 15 в. (вверху слева)

Село образовалось в XIV веке. До 2-й половины XVIII века село Которь, как и другие сёла и деревни (Зимницы, Маклаки, Брынь) к северу от рек Жиздра и Которянка, относились к Мещовскому уезду.

Братская могила

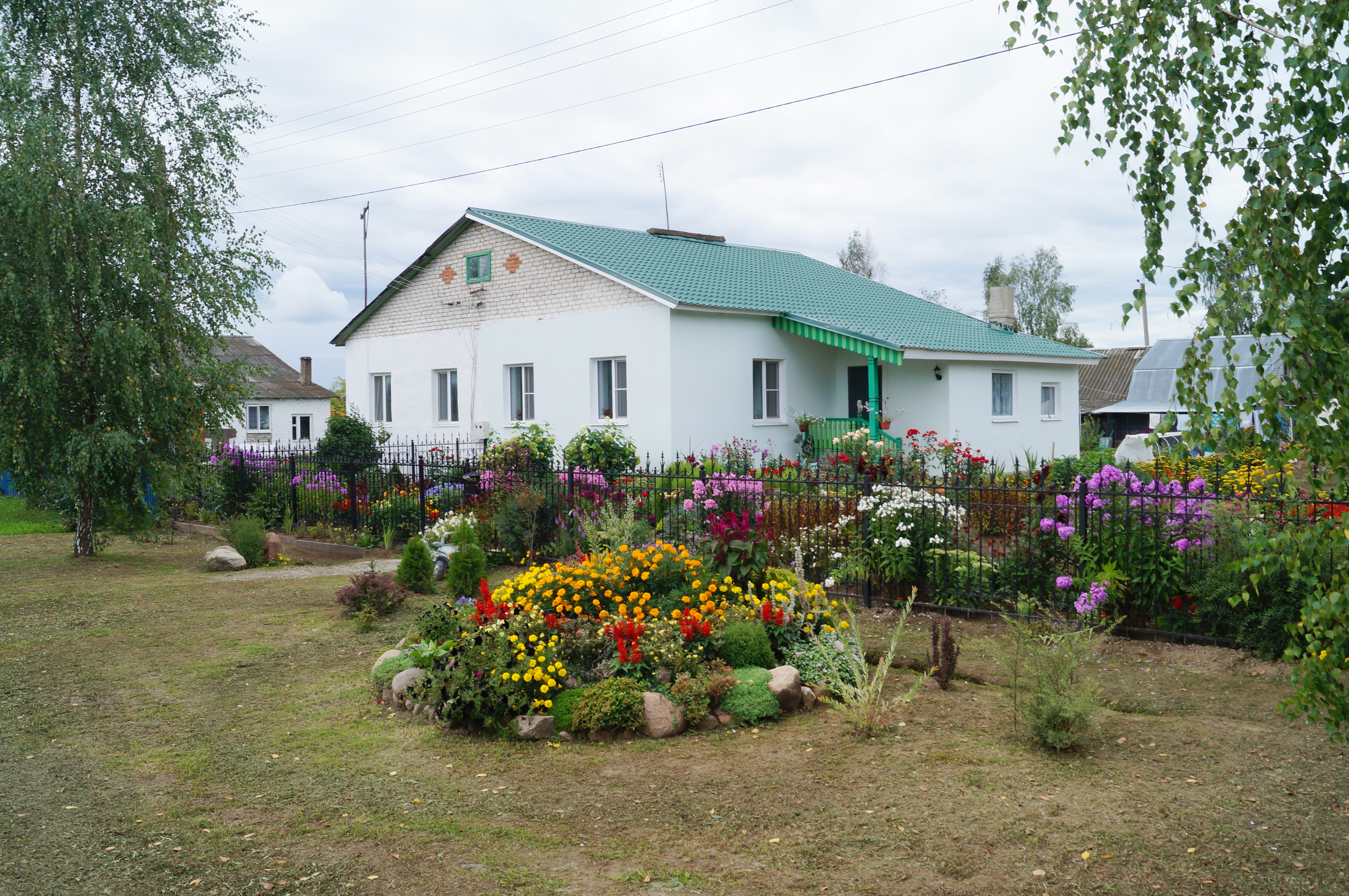

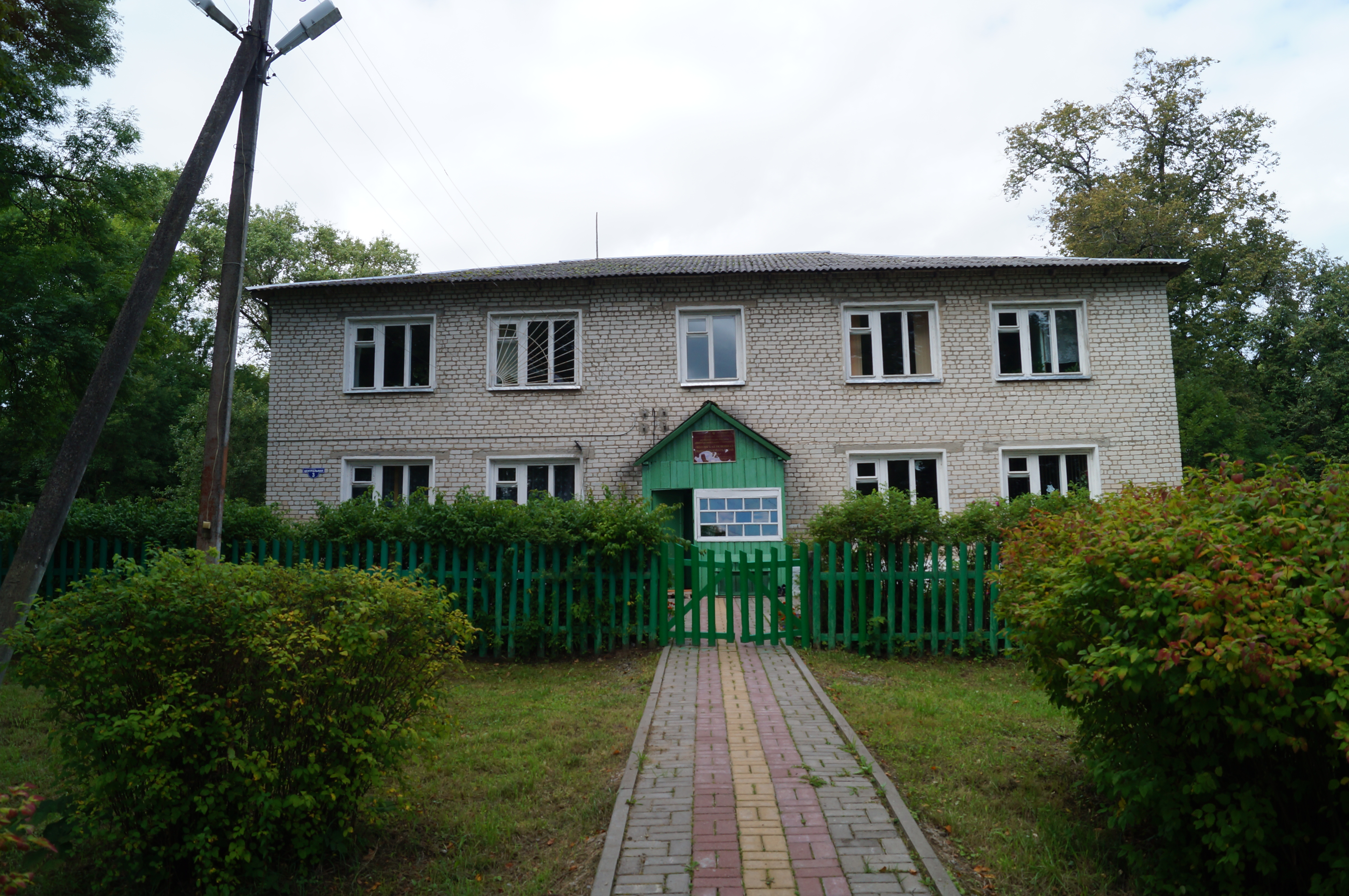

Впервые Которь упоминается в связи с событиями, происходившими около 1370 года. Захватив Брянск, литовский князь Ольгерд отнял у козельских князей их западные земли, в том числе город Мезеческ (Мещовск), села Сухиничи, Брынь, Уругу и Котер (Которь). На этой территории в конце XIV века было образовано подвластное Литве Мезецкое (Мещовское) княжество. Его первыми правителями стали бывший тарусский князь Всеволод Андреевич и его сыновья Андрей Шутиха и Дмитрий. В результате войны с Литвой 1500—1503 гг. Мещовское княжество вошло в состав Российского государства.
Во время смуты начала XVII века в борьбе с польскими интервентами участвовал московский дворянин Данила Пятович Яблочков. В 1620 году в награду «за службу и воинские доблести» царь Михаил Федорович пожаловал ему полсела Которь с деревнями Хлуднево и Гульцово. (Несколько дворов в с. Которь в 17-18 вв. принадлежали владельцам с. Маклаки Обуховым и Львовым, а в I пол. 19 в. — клинцовским помещикам Никитиным).
Подарок царя Даниле Яблочкову щедрым назвать нельзя: верстанные ему земли находились рядом с польской границей и за время войны сильно обезлюдели. Которская церковь Параскевы Пятницы в 1626 стояла «без пения и без причта». Всего за Данилой Яблочковым в 1630 числится (вместе с родовым владением — деревней Андреевка недалеко от Мещовска) 20 дворов крестьянских, 10 — бобыльских, 6 дворов пустых.
Следующий из Яблочковых, о ком имеются сведения — Дмитрий Иванович (вероятно — внук Данилы). В его поместье Котори числится: в 1646 — 50 дворов, 154 души мужского пола, в 1678 — 44 двора, 317 душ обоего пола.
В начале 18 в. владельцем поместья Котори: 32 двора, 218 душ крестьян записан Павел Дмитриевич Яблочков. Ещё 25 дворов принадлежало его брату Ивану, а потом сыну Ивана Петру (1680—1731).
В описаниях к атласу Калужского наместничества (1782 г.) сказано: Село Которь по обе стороны речки Которянки и при большой Калужской дороге, церковь деревянная великомученицы Параскевы, два дома господских деревянных. Дворов крестьянских 65, душ обоего пола — 583.
У помещика Мещовского уезда Алексея Петровича Яблочкова (1718—1780) было 4 сына. После его смерти старший сын Михаил взял свою долю наследства деньгами и купил земли в Саратовской губернии, переселив на них многих которских и гульцовских крестьян. Его правнук — знаменитый электромеханик Павел Николаевич Яблочков (1847—1894), изобретатель дуговой электролампы.
Младшие братья Яблочковы в 1787 поделили отцовское поместье: Алексей получил Которь, Моисей — Гульцово, Петр — село Алнеры. В 1804 артиллерии капитан Алексей Яблочков организовал в Котори производство писчей бумаги, но это предприятие быстро заглохло.
Согласно «Списку населенных мест Калужской губернии» в 1859 г. в Котори было 59 дворов, 625 жителей. Село числилось по горному ведомству: к тому времени большую часть земель приобрел промышленник С. И. Мальцов. (Гульцово и Алнеры остались за Яблочковыми). Были в Котори и другие помещики: Шошины, Ильины, Крупенниковы, Ф. А. Алексеева, В. Е. Кричевский.
В 1861 г. образована Которская волость, в 1868 в селе открылась земская школа. Основным занятием местных жителей была добыча железной руды для Людиновского, Ивано-Сергиевского и Хотьковского заводов.
После отмены крепостного права число жителей Котори уменьшилось за счет расселения в соседние деревни Хлуднево, Павловка, Телятинка (Гремячая) и Кошатинка (Кишеевка). В 1878 село насчитывало 51 двор, 445 душ обоего пола. В Которской волости было 24 селения, 625 дворов, 3226 жителей мужского пола.
В 1914 г. население Котори составляло 465 человек, работали две школы: церковно-приходская и земская.
Приблизительно в 1895—1920 гг. владельцем которской помещичьей усадьбы был инженер мальцовских заводов Николай Меркурьевич Эндауров — бывший народоволец, брат известной художницы Елизаветы Бём. В его поместье были большой сад, ферма на 25 коров. Совместно с Н. И. Владыкиным, тоже бывшим народовольцем, он открыл в Котори небольшой маслобойный завод.
Перед войной, в 1940-м, в Котори насчитывалось 107 дворов, и ещё 38 дворов в Шошиной Котори (южная часть села).
Рядом с Которью находится деревня Павловка с усадебным прудом. В сельском поселении имеется агрофирма ООО «Которь» — малое сельскохозяйственное предприятие, специализирующееся на разведении крупного рогатого скота — коров и бычков мясо-молочной породы «Сычёвская». Выращивает для собственных нужд зерно на фураж (преимущественно овёс), травы на сено и сенаж.

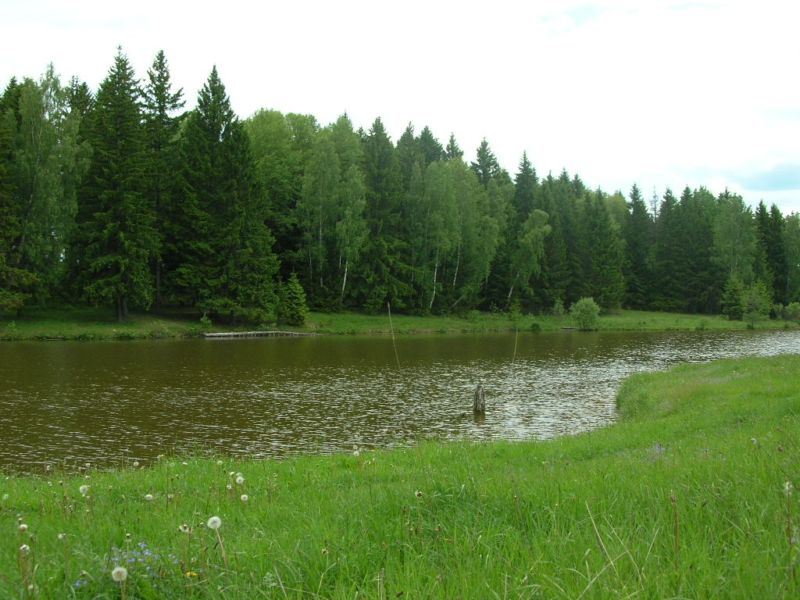
Пруд в Павловке

Около села есть Хлудневский карьер и деревня Хлуднево, известная своими глиняными изделиями. Главная достопримечательность села — церковь святой мученицы Параскевы Пятницы. В селе имеется общеобразовательная школа. В XIX веке село представляло собой богатую и поражающую своим разнообразием усадьбу.
В начале XX века (до 1917 года) в селе работал маслозавод.
В 1934 году недалеко от Котори была построена станция Воймирово.
В 1950-е годы в Котори был колхоз им. Хрущева, затем он носил название «Боевик». В сентябре 1959 объединился с хлудневским колхозом «Россия».
С 1969 Которь — центральная усадьба совхоза «Воймировский». В 90-е гг. совхоз реорганизован в СПК, с декабря 2001 СПК «Которь», с 2006 — ООО «Которь».
Которь является центром сельского поселения «Село Которь». В СП входят следующие населенные пункты: Которь,Баранково. Хлуднево,Хлудневский карьер,Дубровка,Павловка,Кишеевка,Гремячевка, железнодорожная станция Воймирово.
Летом 2010 года ООО «Которь» заняло 2-е место по сборам урожая и заготовке сенажа после агрофирмы ООО «Кадви».

## Население
| 2002 | 2010 | 2012 |
| ---- | ---- | ---- |
| 177  | ↗178 | ↗203 |

## Достопримечательности

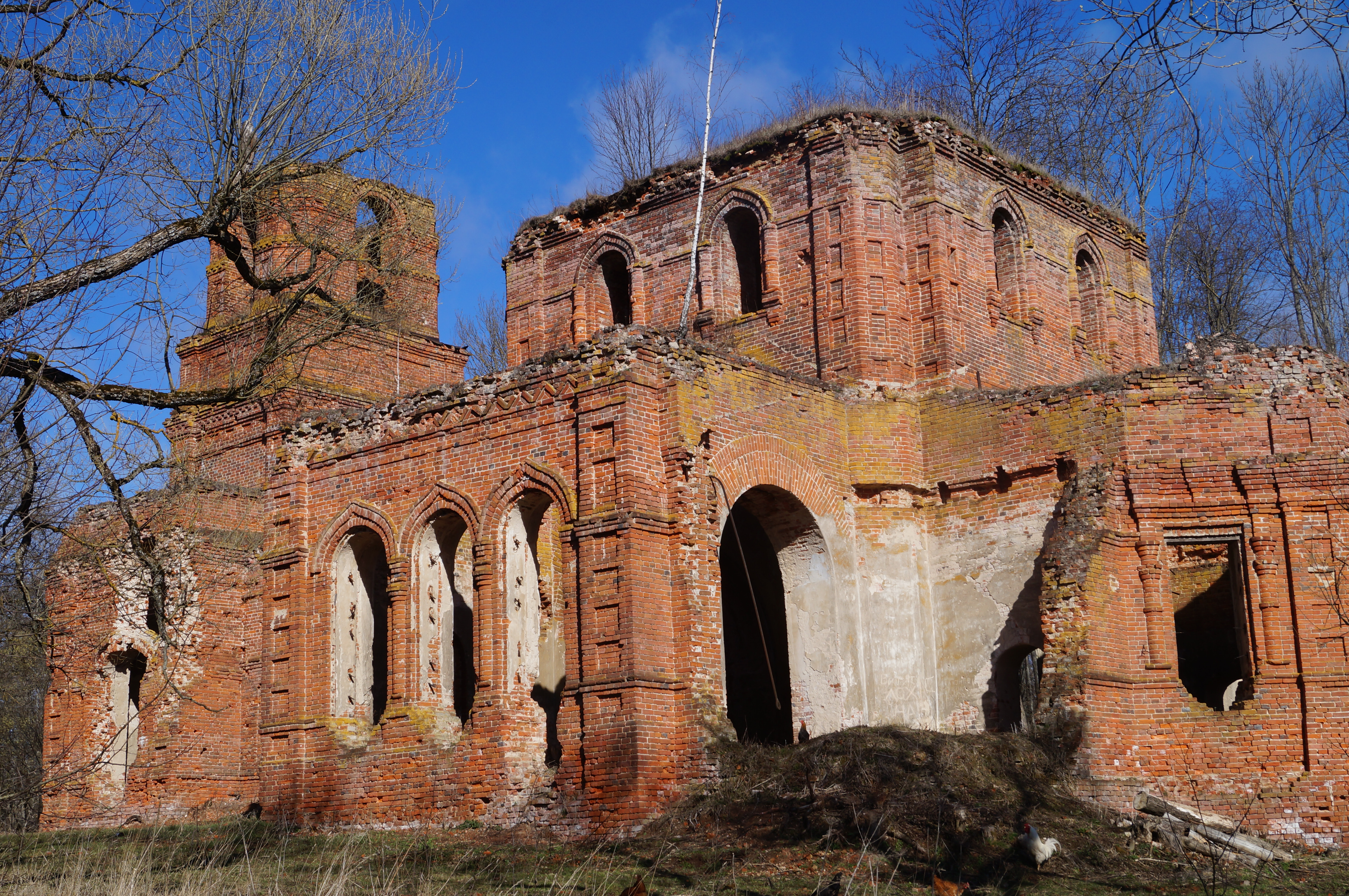

Руины храма святой великомученицы Параскевы Пятницы.